# Canidelo (Vila Nova de Gaia)
Canidelo é uma localidade portuguesa sede da Freguesia de Canidelo do Município de Vila Nova de Gaia, freguesia com 8,931 km² de área e 28 054 habitantes (censo de 2021), tendo, por isso, uma densidade populacional de 3 141,2 hab./km².

## Demografia
A população registada nos censos foi:
| Ano  | 0-14 Anos | 15-24 Anos | 25-64 Anos | > 65 Anos |
| 2001 | 4080      | 3341       | 14052      | 2264      |
| 2011 | 4505      | 2855       | 16843      | 3566      |
| 2021 | 3788      | 2834       | 15727      | 5705      |

## Geografia
Confronta a nascente com as freguesias de Santa Marinha, e Afurada, a norte com o rio Douro, a poente com o oceano Atlântico, e a sul com a freguesia da Madalena.
A freguesia engloba os lugares de Agro de Cima, Agro de Baixo, Alumiara, Alvites, Arca de Noé, Arcas, Barbeitos, Barreiro, Barrete, Barroco, Belavista, Belmonte, Boavista, Boque, Bouças, Bustes, Cabedelo, Campo Novo, Canastreiros, Cancelinhas, Caneiro, Canide, Capela, Casal, Catrina, Cavada, Cedros, Cerro, Chãos Vermelhos, Chieiras, Chouselas, Corgo, Cova da Bela, Cova da Loba, Cova da Raposa, Cova da Silva, Crasto, Eiras, Entre-Muros, Espinheiro, Fojo, Fontão, Fonte, Fonte da Rama, Fonte Lodosa, Funcheiros, Galés, Gândra, Granadeiro, Igreja, Jordão, Lavadores, Linho, Marinha, Meiral, Mirante, Moinhos, Monte, Monte da Luz, Outeiro, Paço, Paniceiro, Passadouro, Passal, Pedra Alta, Pedra do Couto, Pedra Escura, Pedra Torta Pedras Amarelas, Pedreiras, Pena, Pereira, Picão, Pinhal das Chãs, Pinheiral, Pinheiro, Quatro Caminhos, Ribeira da Costa, Ribeira do Talho, Ribeirinho, Rio dos Agriões, Rio dos Lagos, Rodelo, S.Paio, Saibreira, Salgueiros, Senra, Sobreiro, Sub-Ribas, Telhal, Vale do Mendo, Vale Verde, Vales, Verdinho, Viso e Zamboeiras.

## Eventos
Canidelo recebe o festival Marés Vivas desde a sua 6ª edição em 2008. Neste ano o festival contou com cerca de 55000 visitantes, a 7ª edição (2009) recebeu cerca de 60000 em 2009, na 8ª edição (2010) mais de 65000 pessoas estiveram em canidelo e na sua 9ª edição (2011) recebeu cerca de 75000 pessoas.
O recinto do evento fica entre a Rua do Cabedelo e o Passeio do Cabedelo e estende-se desde a Capela de São Paio até à rua do Lago do Linho, tendo como fundo a Quinta Manoel Marques Gomes (palacete) dum lado, e o Rio Douro do outro.

## Património
- Igreja Paroquial de Santo André de Canidelo
- Capela de Santo António
- Capela de São Paio
- Capela de Nossa Senhora do Amparo
- Capela da Seca de Lavadores
- A Senhora da Guia
- Santuário da Rua do Meiral
- A Senhora dos Caminhos
- Palacete de São Paio, ou Casa Santa Isabel

## Ensino
- Ensino Secundário
  - Escola Secundária de Inês de Castro
- Ensino Básico 3º Ciclo
  - Escola Secundária de Inês de Castro
  - Escola EB 2,3 de Canidelo(D.Pedro I)
- Ensino Básico 2º Ciclo
  - Escola EB 2/3 de Canidelo(D.Pedro I)
- Ensino Básico 1º Ciclo
  - Escola EB 1 / JI Meiral
  - Escola EB 1 / JI Viso
  - Escola EB 1 / JI S. Paio
  - Escola EB 1 / JI Chouselas
  - Escola EB1 Lavadores
- Jardim de Infância
  - Escola EB 1 / JI Meiral
  - Escola EB 1 / JI Viso
  - Escola EB 1 / JI S. Paio
  - Escola EB 1 / JI Chouselas
  - JI Canidelo

## Associativismo
- Sport Clube de Canidelo
- Associação Recreativa de Canidelo
- Associação Recreativa Canidelense
- Associação Recreativa e Cultural da Alumiara
- Rancho Folclórico de Canidelo
- Corpo Nacional de Escutas – Agrupamento 1162 Santo André de Canidelo
- Associação de Karaté do Porto
- Centro Cultural e Desportivo Arca de Noé
- Associação Social e Desenvolvimento Comunitário de Lavadores

## Parques de Campismo
- Parque de Campismo de Salgueiros
- Parque de Campismo Marisol
- Parque de Campismo Madalena ORBITUR

## Praias
- Cabedelo
- Lavadores
- Pedras Amarelas
- Estrela do Mar
- Salgueiros
- Sereia da Costa Verde
- Canide Norte
- Canide Sul